# گیلبرتسویل (پنسیلوانیا)
گیلبرتسویل (به انگلیسی: Gilbertsville) یک منطقهٔ مسکونی در ایالات متحده آمریکا است که در پنسیلوانیا واقع شده‌است. گیلبرتسویل ۴٬۸۳۲ نفر جمعیت دارد.